# Terraformació de Venus

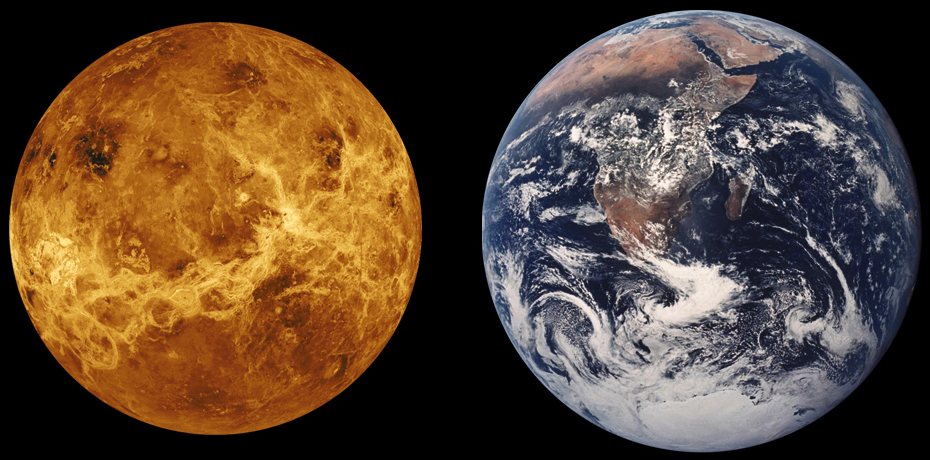
Representació a escala de les grandàries de Venus i la Terra

La terraformació de Venus requereix dos canvis importants: eliminar la majoria de diòxid de carboni de l'atmosfera del planeta que constitueix el 96% i al seu torn reduir la pressió del planeta d'uns 9 MPa, ja que això el deixaria inhabitable i reduir la temperatura de la superfície que és de 737 K (uns 464 °C). Ambdues fites estan profundament interrelacionades, ja que la temperatura extrema de Venus és deguda a l'efecte d'hivernacle causat per una atmosfera tan densa. Terraformar Venus va ser proposat seriosament per primer cop per l'astrònom Carl Sagan el 1961.

## Reducció de raigs solars

### Espacial
Es podria utilitzar un para-sol situat en el punt lagrangià intern (L1) o en un anell orbitant el planeta per reduir la insolació total rebuda per Venus, refredant així el planeta. Això no està directament relacionat amb la immensa densitat de l'atmosfera, però serviria per a facilitar l'ús d'altres mètodes complementaris. També podria fer un doble servei funcionant com a generador d'energia solar.
La construcció d'un para-sol prou gran és una tasca descomunal. La grandària d'aquesta estructura faria necessari que es construís a l'espai. A més existiria la dificultat de mantenir un para-sol de pel·lícula fina en el punt lagrangià intern entre el Sol-Venus per la pressió de la radiació, ja que resultaria com una enorme vela solar.

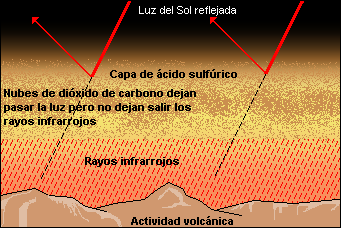
Gràfic: efecte d'hivernacle a Venus, que produeix l'alta concentració de diòxid de carboni en la seva atmosfera

Altres solucions proposades inclouen cometes, o la creació d'anells artificials. Un cometa en el punt lagrangià intern Sol-Venus podria produir una coma que proporcionaria almenys una ombra temporal al planeta, possiblement proporcionant suficient temps per dur a terme el processament atmosfèric. Mantenint un cometa permanentment desfent-se en una posició estable podria ser una tasca complicada, ja que el vent solar l'empenyeria fora del punt estable, i per mantenir-lo seria necessari contrarestar aquesta embranzida mitjançant un làser des del planeta o per algun altre mètode. Els anells creats posant restes en òrbita proporcionarien una mica d'ombra, però bastant menys. La inclinació dels anells hauria de ser presentada de tal manera que la superfície exposada al Sol fos significativament gran.
Les tècniques basades en para-sols situats a l'espai són fonamentalment especulatives, a causa del fet que estan més enllà de les possibilitats tecnològiques actuals. Les enormes grandàries necessàries requereixen materials resistents i mètodes de construcció que encara no s'han començat a desenvolupar.

### Atmosfèric o en superfície
El refredament podria ser mantingut col·locant reflectors en l'atmosfera o en la superfície. Els globus reflectors surant en l'alta atmosfera podrien generar ombra. El nombre i grandària dels globus necessàriament seria gran. Augmentar l'albedo del planeta distribuint materials reflectius o de color clar en la superfície podria ajudar a mantenir l'atmosfera freda. La quantitat en seria gran i haurien de col·locar-se una vegada que la temperatura ja hagués descendit lleugerament. L'avantatge de les solucions de refredament en l'atmosfera i superfície és que aprofiten la tecnologia existent.
Geoffrey A. Landis va declarar que si hi hagués suficients ciutats flotants construïdes, podrien formar un escut solar en tot el planeta, i alhora podria ser utilitzat per a processar l'atmosfera d'una manera més desitjable, combinant així la teoria de l'escut solar i la teoria del processament atmosfèric amb una tecnologia escalable que immediatament proporcionaria espai de vida en l'atmosfera de Venus. A partir de nanotubs (recentment fabricats en forma de làmina) o grafè (un carboni de tipus totalment al·lòtrop), a continuació, els materials estructurals principals que es poden produir utilitzant diòxid de carboni es reunirien in situ a l'atmosfera. La recent carbonia amorfa sintetitzada podria ser un material estructural útil si pot ser utilitzat en condicions de STP, en una barreja amb vidre de diòxid de silici. D'acord amb l'anàlisi de les colònies de Birch, hi ha materials que proporcionen una rendibilitat econòmica immediata de colonitzar Venus i el finançament de nous esforços de terraformació.
Augmentant l'albedo del planeta mitjançant el desplegament de material reflector de color clar en la superfície podria ajudar a mantenir-hi l'ambient fresc. La quantitat seria gran i hauria de posar-se en marxa després que l'ambient ja hagués estat modificat, ja que la superfície de Venus està completament envoltada per núvols.
Un dels avantatges de les solucions de refrigeració atmosfèriques i de la superfície és que s'aprofiten de la tecnologia existent. Un desavantatge és que Venus ja té núvols molt reflectors (donant-li una albedo de 0,65), de manera que qualsevol enfocament hauria de superar-los significativament per fer-hi una diferència.

## Eliminació del diòxid de carboni dens de l'atmosfera

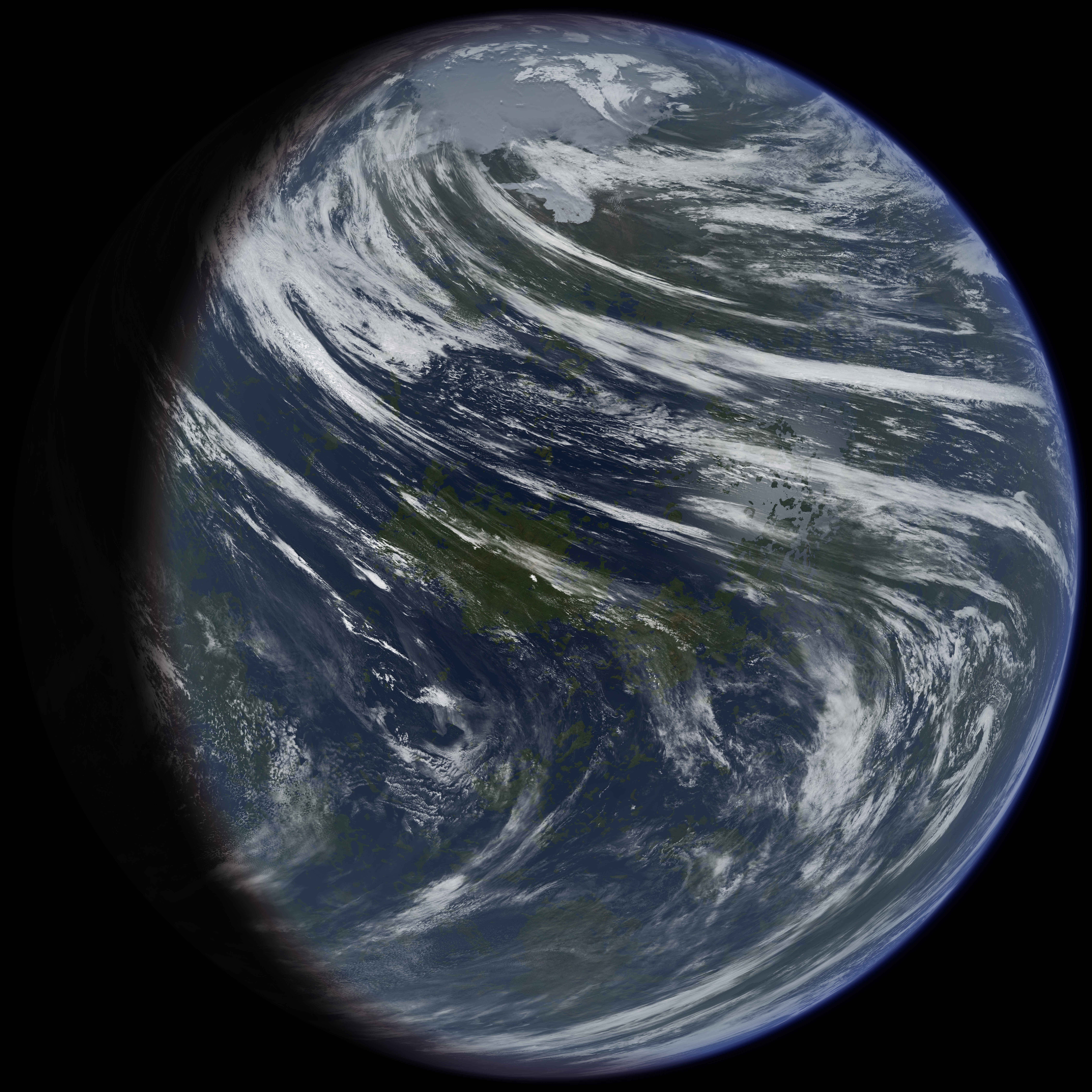
Representació artística de Venus terraformat

L'eliminació de part de l'atmosfera de Venus podria intentar-se per diversos mètodes, possiblement en combinació.
L'eliminació directa de gas atmosfèric de Venus a l'espai probablement seria molt difícil. Venus té una velocitat d'escapament prou alta com per no poder-lo expulsar mitjançant impactes d'asteroides. Pollack i Sagan van calcular el 1993 que un impactador de 700 km de diàmetre colpejant Venus a més de 20 km/s expulsaria tota l'atmosfera sobre l'horitzó vist des del punt d'impacte, però atès que això és menys d'una mil·lèsima part de l'atmosfera total i hi hauria cada vegada menys atmosfera en successius impactes conforme la densitat fos decreixent: faria falta un gran nombre d'aquests impactadors gegants. Els objectes menors no funcionarien tan bé, i en farien falta fins i tot més. La violència del bombardeig podria donar com a resultat una expulsió significativa de gasos de les roques que reemplaçaria l'atmosfera expulsada. I és més, la majoria de l'atmosfera expulsada estaria en una òrbita solar propera a Venus, i finalment cauria de nou sobre el planeta.
L'eliminació de gas atmosfèric d'una forma més controlada també seria difícil. L'extremadament lenta velocitat de rotació de Venus significa que seria impossible la construcció d'ascensors espacials, i la mateixa atmosfera per eliminar fa inútils les catapultes electromagnètiques per treure càrregues des de la superfície del planeta. Les possibles solucions inclouen col·locar catapultes electromagnètiques en globus de gran altitud, o torres suportades per globus estenent-se sobre el gruix de l'atmosfera, usant fonts espacials, o rotovators. Aquests processos necessitarien una gran sofisticació i temps, i pot ser que no siguin econòmicament viables sense l'ús d'automatització a gran escala.

### Convertint l'atmosfera
Una altra manera seria convertir l'atmosfera de Venus en compostos sòlids fent-la reaccionar amb elements afegits externament. Bombardejant Venus amb magnesi refinat i calci de metall del planeta Mercuri o d'un altre lloc, podria atrapar-se el diòxid de carboni en forma de carbonat de calci i carbonat de magnesi. Bombardejant Venus amb hidrogen, possiblement obtingut d'alguna altra font del sistema solar exterior i fent-lo reaccionar amb el diòxid de carboni podria produir-se grafit i aigua mitjançant la reacció Bosch. Requeriria al voltant de 4·1019 kg d'hidrogen per convertir completament l'atmosfera venusiana, i l'aigua resultant cobriria al voltant del 80% de la superfície comparat amb el 70% de la Terra. La quantitat d'aigua produïda seria al voltant del 10% de l'existent a la Terra. Un para-sol o qualsevol estructura equivalent seria a més necessari, ja que el vapor d'aigua és en si mateix un gas d'efecte d'hivernacle. Els oceans de Venus incrementarien l'albedo del planeta i permetrien que es reflectís una major quantitat de la radiació solar cap a l'espai.

### Altres modificacions
De la velocitat extremadament lenta de rotació de Venus resulten dies i nits extremadament llargs, als quals pot resultar difícil l'adaptació per a la majoria de la vida terrestre. Per augmentar la velocitat de rotació de Venus seria necessària una quantitat d'energia de diversos ordres de magnitud major per eliminar la seva atmosfera, i és probable que no sigui possible. En canvi, un sistema de miralls en òrbita podria ser usat per proporcionar llum a la zona nocturna de Venus, i ombra a la diürna. Encara que també en lloc d'adaptar Venus per mantenir vida com la de la Terra, es podria modificar per adaptar-la als llargs dies i nits venusians.

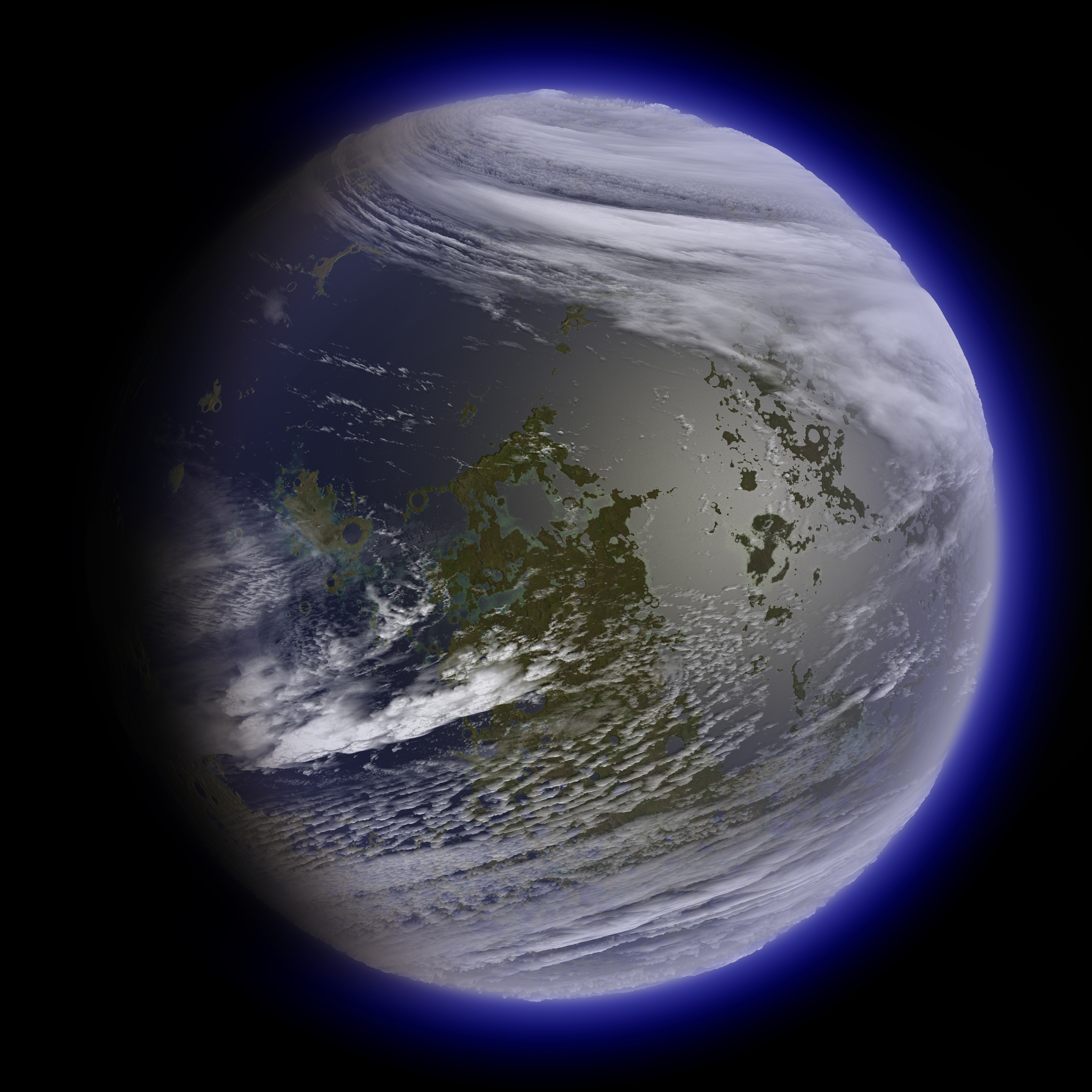
Recreació artística de la Lluna terraformada vista des de la Terra

Venus manca d'un camp magnètic. Es creu que això pot haver contribuït notablement al seu estat inhabitable actual, ja que l'alta atmosfera està exposada a l'erosió directa del vent solar i ha perdut la majoria del seu hidrogen original a l'espai. No obstant això, aquest és un procés extremadament lent, i així doncs és improbable que sigui significatiu en l'escala de temps de qualsevol civilització capaç de terraformar el planeta.

## Rotació
Venus gira un cop cada 243 dies –de lluny, és el període de rotació més lent de qualsevol dels planetes majors. Un dia sideral venusià, per tant, dura més d'un any terrestre (243 davant de 224,7 dies terrestres). No obstant això, la longitud d'un dia solar a Venus és significativament més curta que el dia sideral; per a un observador a la superfície de Venus el temps des d'una alba fins a la següent seria de 116,75 dies. No obstant això, l'extremadament lenta velocitat de rotació de Venus es traduiria en dies i nits molt llargues, cosa que podria resultar difícil per a la majoria de les espècies conegudes de la Terra, les plantes i els animals, per poder adaptar-s'hi. La rotació lenta també probablement explica la manca d'un camp magnètic significatiu.
Una proposta per a compensar la velocitat de rotació és un sistema orbitant de miralls solars que poden ser utilitzats per a proporcionar la llum solar per a la cara nocturna de Venus i possiblement ombra a la superfície durant el dia. A més de la proposta de sistema de miralls prop del punt L1 entre Venus i el Sol, Paul Birch ha proposat un mirall giratori en òrbita polar, cosa que produiria un cicle de llum de 24 hores.
Augmentar la velocitat de rotació de Venus requeriria energia en ordres de magnitud majors que la construcció de miralls en òrbita solar, o fins i tot que l'eliminació de l'atmosfera de Venus. Investigacions científiques recents suggereixen que els vols d'asteroides o cossos de cometes de més de 60 quilòmetres de diàmetre es podrien utilitzar per a moure un planeta en la seva òrbita, o augmentant la velocitat de rotació. G. David Nordley va suggerir, en la ficció,
que Venus podria fer-se girar per un dia de durada en 30 dies de la Terra mitjançant l'exportació de l'atmosfera de Venus a l'espai amb catapultes electromagnètiques. Aquest concepte també va ser explorat amb més rigor per en Birch.